# Дренік (комуна)
Дренік (рум. Drănic) — комуна у повіті Долж в Румунії. До складу комуни входять такі села (дані про населення за 2002 рік):
- Боовень (413 осіб)
- Дренік (1230 осіб)
- Падя (1031 особа)
- Фойшор (402 особи)

Комуна розташована на відстані 184 км на захід від Бухареста, 30 км на південь від Крайови.

## Населення
За даними перепису населення 2002 року у комуні проживали 3076 осіб, усі — румуни. Усі жителі комуни рідною мовою назвали румунську.
Склад населення комуни за віросповіданням:
| Релігія     | Кількість осіб | Відсоток |
| ----------- | -------------- | -------- |
| православні | 3075           | > 99,9%  |
| реформати   | 1              | < 0,1%   |